# William Irvine
William Hill Irvine (ur. 6 lipca 1858 w Newry, zm. 20 sierpnia 1943 w Melbourne) – australijski prawnik i polityk. Poseł do Zgromadzenia Ustawodawczego Wiktorii (1894-1906) i federalnej Izby Reprezentantów (1906-1918). W latach 1902–1904 premier Wiktorii, od 1913 do 1914 prokurator generalny Australii.

## Życiorys

### Młodość i kariera zawodowa
Pochodził z rodziny szkockich prezbiterian osiadłych w hrabstwie Down w Irlandii. Po ukończeniu bakalarskich (licencjackich) studiów prawniczych na Trinity College w Dublinie wyemigrował do Australii, gdzie szukał lepszego życia dla siebie i swojej matki po śmierci ojca. Kontynuował edukację na University of Melbourne, gdzie uzyskał magisterium z prawa. W 1884 uzyskał prawo wykonywania zawodu adwokata na terenie Wiktorii, wówczas jeszcze kolonii brytyjskiej.

### Kariera polityczna
W 1894 został po raz pierwszy wybrany do parlamentu Wiktorii jako kandydat lokalnego ugrupowania Democratic Association (Stowarzyszenie Demokratyczne), które należało do szerszego środowiska liberalnego, opowiadającego się - w przeciwieństwie do dominujących w Wiktorii kręgów protekcjonistycznych - za wolnym handlem. W latach 1899–1900 był prokuratorem generalnym Wiktorii, która 1 stycznia 1901 stała się jednym ze stanów nowo powstałego Związku Australijskiego. W 1901 został stanowym liderem opozycji, zaś w 1902 stanął na czele rządu stanowego po tym, jak parlament przegłosował wotum nieufności wobec premiera Alexandra Peacocka. Jego dwuletnie urzędowanie nie przyniosło żadnych przełomowych reform, choć snuł takie plany, zaś najważniejszym wydarzeniem tego okresu okazał się strajk kolejarzy, który Irvine zdecydował się zdelegalizować, co wywołało ostre potępienie ze strony środowisk związkowych i reprezentujących je polityków. W 1904 zrezygnował z urzędu premiera z powodu narastających problemów zdrowotnych.
W 1906 poczuł się jednak na tyle dobrze, aby przenieść się do parlamentu federalnego, gdzie został wybrany w okręgu wyborczym Fliders jako kandydat niezależny. Później przystąpił do Związkowej Partii Liberalnej (CLP), kierowanej przez Alfreda Deakina. W latach 1913–1914 był prokuratorem generalnym w gabinecie Josepha Cooka.

### Późniejsze życie
W 1918 zrezygnował z kariery politycznej, gdyż zaproponowano mu objęcie stanowiska przewodniczącego Sądu Najwyższego Wiktorii. Kierował nim do 1935, kiedy to przeszedł na emeryturę. Pod koniec życia miał coraz większe trudności z mówieniem i poruszaniem się, zmarł w wieku 85 lat i został pochowany z honorami państwowymi.

## Odznaczenia
W 1914 otrzymał Order św. Michała i św. Jerzego klasy Rycerz Komandor, co pozwoliło mu dopisywać przed nazwiskiem tytuł Sir. W 1934 został awansowany do najwyższej klasy tego orderu, Rycerza Wielkiego Krzyża.